# 홈 파크
홈 파크(Home Park)는 잉글랜드의 플리머스에 있는 축구 경기장이며, 챔피언십 리그에 속해 있는 플리머스 아가일 FC의 홈 구장이다. 세계 2차 대전 중의 독일군의 플리머스에 대한 폭격에 의해 폭파되어, 대대적인 보수를 했다. 그 후의 보수는 2002년 5월에 Barr Construction에 의해 완료되었다. 2001년 12년 26일에 토키 유나이티드와의 경기에서 새로운 데번포트 엔드가 개장되었다. 또다른 관람석인 반 파크 엔드도 같은 날에 개장되었다. 라인더스트 스탠드는 2002년 6월 26일에 옥스포드 유나이티드와의 경기에서 보수가 끝났다. 현재 보수 계획은 땅을 새로 까는 것과 메이플라워 스탠드를 복구하는 것으로 심의 중이다. 경기장은 센트럴 파크 가까이에 위치해 있는데, 페퍼럴의 거주 지역과 아주 가깝다. 2005/06년의 챔피언십 리그의 하반기 중에, 플리머스 아가일은 125년 간의 임대를 끝내고, 홈 파크를 플리머스 시의회로부터 2백 7십만 파운드에 사기로 결정했다. 이 거래는 2006년 12월에 끝났다.
2007년 여름, 플리머스는 영국의 당국에 메이플라워 스탠드가 있던 자리에 3500석의 임시 입석 자리를 유지하는 것을 설득하는데 실패했다. 이 일은 07/08 시즌에 플리머스의 좌석을 20922석(확실하지 않음) 20000 이하로 줄이는 결과를 초래했다. 구단주 폴 스테이플턴은 2010년부터 홈 파크의 사우스 스탠드를 보수하겠다고 밝혔다.

## 홈 파크에서의 유명한 경기
플리머스 아가일의 경기 말고도 홈 파크는 여러 중요한 경기의 무대가 되었다.
- 1914년, 잉글랜드 아마추어 vs 웨일즈 아마추어.
- 1926년, 트램웨이 스트라이커스 vs 경찰청. 1926년 영국의 총파업이 한창이던 그 날, 경기 전과 후에 스트라이커즈의 선수와 서포터, 그리고 경찰청 사이에 몸싸움이 있었다.
- 1951년, 남서부 국가들 vs 뉴질랜드. 럭비 유니온의 투어 중.
- 1966년, 잉글랜드 풋볼 리그가 아일랜드 풋볼 리그를 12 : 0으로 이김. 잉글랜드 풋볼 리그 팀은 1966년 잉글랜드 월드컵 우승 멤버의 7명이 뛰고 있었다.
- 1970년, 잉글랜드 23세 이하 대표팀 vs 불가리아 23세 이하 대표팀
- 1973년, 잉글랜드 23세 이하 대표팀 vs 포르투갈 23세 이하 대표팀
- 1977년, 맨체스터 유나이티드와 AS 생테티엔의 위너스 컵 결승전. 맨체스터는 관중이 1차전에서 소란을 부려 올드 트래퍼드에서 300km 떨어진 홈 파크에서 2차전을 벌여야 했다.
- 2004년, 플리머스 아가일 vs 퀸스 파크 레인저스. 홈 파크에 모인 19888명의 관중들은 플리머스 아가일이 시즌 두번 째로 QPR을 이기며 승격과, 2부 리그 우승을 확정짓는 것을 보았다. 점수는 미키 에반스와 데이비드 프리오가 골을 기록하며 2 : 0.
- 2004년, 플리머스 아가일 vs 체스터필드 FC. 풋볼리그에서 오랫동안 깨지지 않던 기록인 경기 최단 시간 5골이 깨졌다. 플리머스는 17분 32초 시점에서 5 : 0의 점수로 이기고 있었다. 득점자는 리 호지 (4분), 토니 카팔디 (11분), 네이던 론즈 (12분, 17분), 데이비드 프리오 (16분). 그리고 20분 후에, 프리오는 한 골을 더 넣었다 (36분). 경기는 7 : 0으로, 프리오가 해트 트릭을 기록하고 끝났다.
- 2007년, 플리머스 아가일 vs 더비 카운티 FC. FA 컵 5 라운드. 당시 챔피언십 리그 선두이던 더비 카운티와의 경기를 보려는 팬들에 의해 표는 매진 되었다. 플리머스가 임대 선수인 폴 갤런과, 역시 임대 선수인 스콧 싱클레어의 골로 2 : 0으로 승리했다.
- 2007년, 플리머스 아가일 vs 왓포드 FC. FA 컵 준준결승전에서 프리미어 리그 하위권을 기록하고 있던 왓포드와의 경기에서, 하메우르 부아자의 골로 1 : 0으로 졌다.